# Мукша-Китайгородская
Мукша Китайгоро́дская (укр. Мукша Китайгородська), до 2016 года — Жовтне́вое (укр. Жовтневе) — село в Каменец-Подольском районе Хмельницкой области Украины.
Население в 2018 году составляло 2710 человек. Население по переписи 2001 года составляло 1967 человек. Почтовый индекс — 32318. Телефонный код — 3849. Занимает площадь 1,516 км².

## История
В 1946 г. указом ПВС УССР село Мукша-Китайгородская переименовано в Жовтневое. В 2016 году село Жовтневое было переименовано в Мукша-Китайгородская в связи с введенными санкциями против России и замены всех упоминаний СССР на территории Украины на новые названия, не связанные с СССР.

## Местный совет
32309, Хмельницкая обл., Каменец-Подольский р-н, с. Слободка-Кульчиевецкая